# Polystepha caryae
Polystepha caryae är en tvåvingeart som först beskrevs av Ephraim Porter Felt 1908.  Polystepha caryae ingår i släktet Polystepha och familjen gallmyggor.
Artens utbredningsområde är Maine. Inga underarter finns listade i Catalogue of Life.